# Венявский, Юлиан
Юлиан Венявский (пол. Julian Wieniawski; 5 февраля 1834, Люблин — 23 сентября 1912, Варшава) — польский писатель, прозаик, драматург. Участник январского восстания 1863 года. Литературный псевдоним — Иордан (Jordan).

## Биография
Старший сын люблинского врача Тадеуша Венявского (до принятия католичества — Вольф Гельман, 1798—1884) и Регины Вольф (1811—1884, сестры композитора Эдуарда Вольфа и врача Максимилиана Вольфа (1809—1874). Родители были ассимилировавшимися в польское общество евреями (уже родители матери, уроженцы Данцига, перешли из иудаизма в католичество, а позже в кальвинизм). Впоследствии у супругов родилось ещё четыре сына: Генрик (ставший скрипачом), близнецы Юзеф (ставший пианистом) и Александр (бывший недолго оперным певцом; отец композитора Адама Тадеуша Венявского), а также умерший в годовалом возрасте Каетан.
В 1848 году окончил гимназию в родном городе, затем Агрономический институт близ польской столицы. Во время учебы занимался активной политической деятельностью — принадлежал к политическому лагерю «белых», объединявшему либеральных землевладельцев, буржуазию и интеллигенцию в Царстве Польском.
Участвовал в польском восстании 1863 года. После подавления восстания выехал во Францию, где продолжил изучение экономики и права.
В 1865 году вернулся на родину, где сразу же был арестован. В 1872 поселился в Варшаве. Был инициатором создания и руководителем первого в Польше «Общества взаимного кредита».
В 1879—1912 проживал близ г. Гродзиск-Мазовецкий. В конце жизни ослеп и перестал заниматься литературным творчеством.
Умер в Варшаве в 1912 и похоронен на кладбище Старые Повонзки.

## Творчество
Дебютировал в 1859 на страницах «Gazety Codziennej», где были напечатаны несколько его литературных писем. В 1872 выступил с рядом очерков в столичном общепольском литературно-художественном и общественно-политическом иллюстрированном еженедельнике «Tygodniku Ilustrowanym».
Автор рассказов, очерков, писем, юмористических и сатирических пьес, комедий.
| Проза - Gawędy w listach Jordana do pana Jana (1886) - Z boru i dworu: szkice i obrazki (1894) - Listy Jordana do pana Jana (1894) - Kartki Z Mego Pamiętnika (1911) - Z teki Marymontczyka (1911) - Przygody panów Marka i Agapita podczas wystawy rolniczej w Warszawie (1918) - Wędrówki delegata: szkice humorystyczno-obyczajowe - Wyprawa po pożyczkę | Драматургия - Koneserowie (1875) - Blaga (комедия в 3 действиях, 1876) - Dla dobra ogółu (1877) - Na trakcie (1879) - Słomiany człowiek (1883) - Marysia (1885) - Przy kolei (комедия, 1892) - Myszy bez kota (1893) - Wilk i owce (1895) - Ofiary losu (драма, 1896) и др. |  |

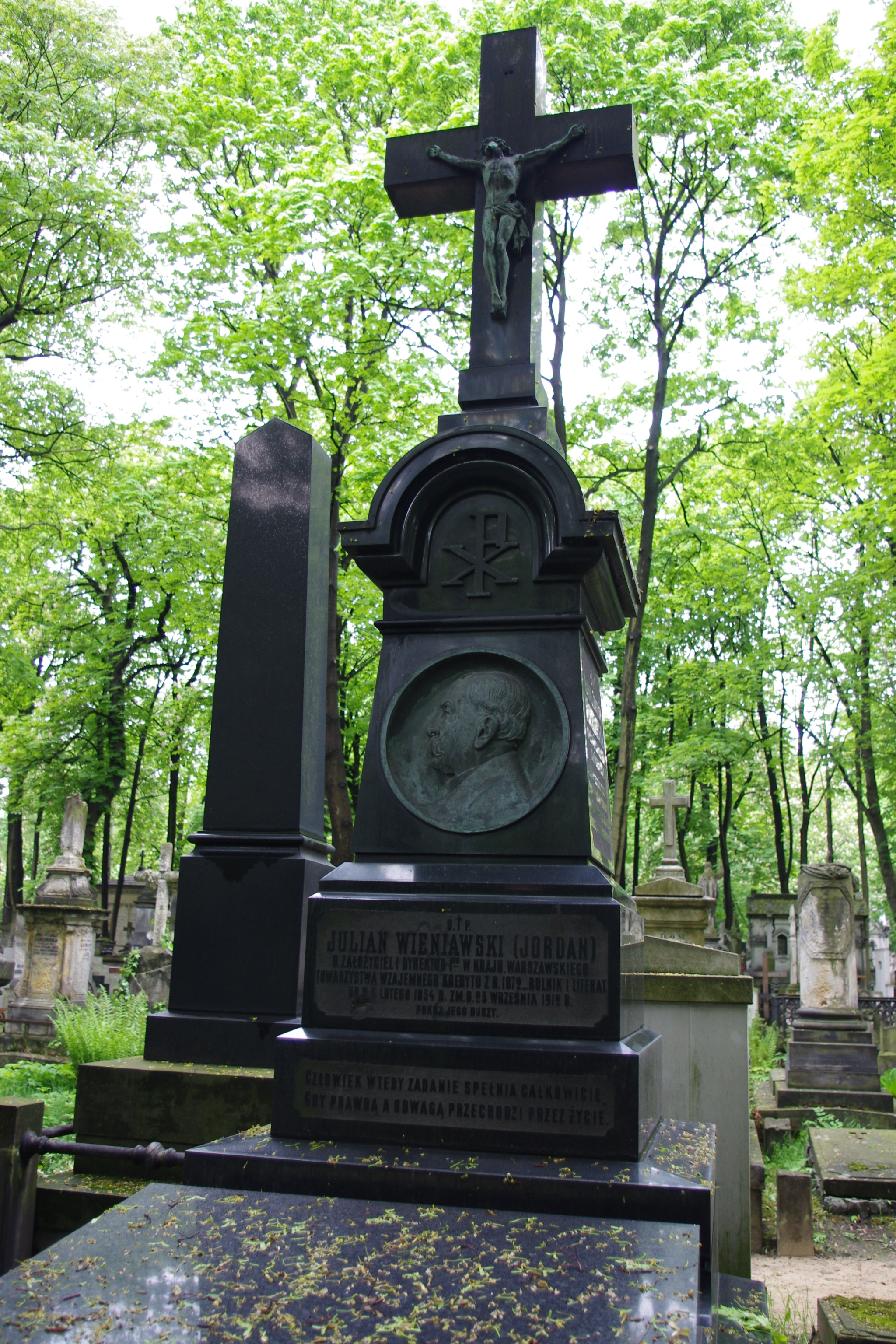
Надгробный памятник Юлиана Венявского на кладбище Старые Повонзки в Варшаве